# Jezerní královna
Jezerní královna je česko-německá filmová pohádka režiséra Václava Vorlíčka. Sedm princezen unesla zlá Jezerní královna k sobě do jezera. To proto, aby si musel princ Viktor vzít pouze ji, jen aby si rozšířila svoji moc. Princezny zaklela do labutí a po nocích tančí. Děti, které žalářník stáhnul do vody, musejí každou noc sbírat perly pro královnu. Za pomoci vodnice, dětí a odvaze princezny Odetty Jezerní královna neujde svému trestu. Na konci filmu se z ní stane kámen, měla srdce z kamene. Děj snímku vychází z motivů baletu Labutí jezero Petra Iljiče Čajkovského. Námět a scénář si vytvořil Miloš Macourek, který s režisérem Václavem Vorlíčkem spolupracoval.

## Děj
V jednom království vládl král Richard se svou ženou a měli jediného syna Viktora. A v jednom jezeře žila zlá a krutá Jezerní královna, která se chtěla za prince Viktora provdat. A také unesla ostatní princezny z okolních království, aby princ neměl na vybranou a musel si vzít ji. Pomocí kouzelné hůlky proměnila princezny v labutě, ty hlídal hlídač labutí, aby neuletěly. Přesto se princezně Odettě podařilo uprchnout a odletět, což pro hlídače špatně skončilo, byl předhozen velké dravé rybě jako potrava. Útěk nedobře skončil i pro Odettu, kterou coby labuť svým šípem do křídla zasáhl Viktorův sluha Štěpán. Princezna se proměnila z labutě v dívku, kterou princ odvezl zraněnou na zámek. Princezna se vyléčila, ale nemohla se Štěpánem mluvit – byla němá. Dřív než mu stačila napsat, kdo je a odkud pochází, Jezerní královna ji s pomocí svého sluhy Rudovouse unesla zpět ze zámku do jezera. Princ se však do ní zamiloval a hodlal ji z jejího zakletí vysvobodit. Na zámku po ní zbylo pouze malé labutí pírko. Princi Viktorovi nezbylo nic jiného než se vydat na cestu a nalézt a vysvobodit milovanou Odettu ze zajetí. Náhodou se v lese setkal s poustevnickým kouzelníkem, který mu prodal dva kouzelné lektvary, jeden mu později posloužil spojit se ve snu s princeznou Odettou. Nakonec se u jezera seznámil v paní vodníkovou, které Jezerní královna zaklela jejího manžela vodníka do mušle. Paní vodníková mu pomohla najít Jezerní královnu v jejím zámku pod vodou uprostřed jezera. Jezerní královna také stahovala do vody děti, které jí musely sloužit jako otroci a sklízet ze dna jezera perly. Nad Odettou vyřkla krutý trest – musí dnem i nocí přebírat perly, které sbírají děti po nocích, s tím jí nakonec pomáhala paní vodníková a později i princ Viktor vystupující v roli sluhy Štěpána. Mušle se otevírají jen v noci a na malou skulinku, a tou projde jen hubená dětská ruka, takže kuchařka nesměla děti příliš krmit. Princ Viktor na cestě lesem také vysvobodil i svého přítele prince Evžena z rukou loupežníků. Prince Evžena, bratra prince Marka, snoubence unesené princezny Margarety, vyšle zpět domů s prosbou o pomoc všechny krále, otce unesených princezen. Pomocí kouzelného lektvaru se Viktor ve snu se setkává s Odettou a ta mu pak řekla, co ho na zámku Jezerní královny čeká. Paní vodníková jim také poradila, aby si se Štěpánem vyměnili role – Štěpán bude vystupovat jako princ Viktor a princ jako jeho sluha Štěpán. A to také udělali, ale Jezerní královna to nakonec pomocí kouzel prokoukla a prince Viktora s princeznou Odettou potrestala. Dozvěděla se také, že mají přijet králové se svými vojsky, aby osvobodili své dcery, ale královna řekla, že je na jezero nejlepší pevnost, pod vodu se bez její vůle nikdo nedostane, leda jako utopenec. Za pomoci paní vodníkové a všech dětí se Viktor, Odetta a Tomáš dostali ven z cely, kam je za trest uvěznila Jezerní královna a místo sebe uvěznili Jezerní královnu i s rádcem Rudovousem. Královna se ale prosmýkla skrz mříže cely ven a dostala se pryč, sedla na koně a prchala lesem od jezera, zde ji náhodou uviděl sluha Štěpán. Hofmistr našel vodníka proměněného v mušli a pomocí kouzelné hůlky Jezerní královny vodníkovi a všem zbylým zakletým princeznám vrátil lidskou podobu. Ze Štěpána udělal na chvíli koně, aby mu pomohl prchající ukrutnici Jezerní královnu dostihnout a přivést zpět, což se mu podařilo. Osvobozený vodník si královninu kouzelnou hůlku vzal a proměnil Jezerní královnu v kámen a princ Viktor Štěpána zpět v člověka. Vše končí dobře, zásnubami prince Viktora a princezny Odetty.

## Kde se natáčelo
Král Richard s královnou a princem Viktorem sídlil na zámku Hluboká nad Vltavou, kde byla natočena i pohádka Pyšná princezna. Zde sídlil starý král se svou jedinou dcerou Krasomilou. Jezero Jezerní královny bylo Plešné jezero na Šumavě. Ale natáčelo se také v Libochovicích.

## Obsazení
- Ivana Chýlková – Jezerní královna
- Miroslav Táborský – Rudovous
- Rudolf Hrušínský ml. – žalářník
- Max Urlacher – princ Viktor (namluvil Zdeněk Hruška)
- Jan Hrušínský – Štěpán
- Jitka Schneiderová – princezna Odetta
- Jiřina Bohdalová – vodnice